# Джед

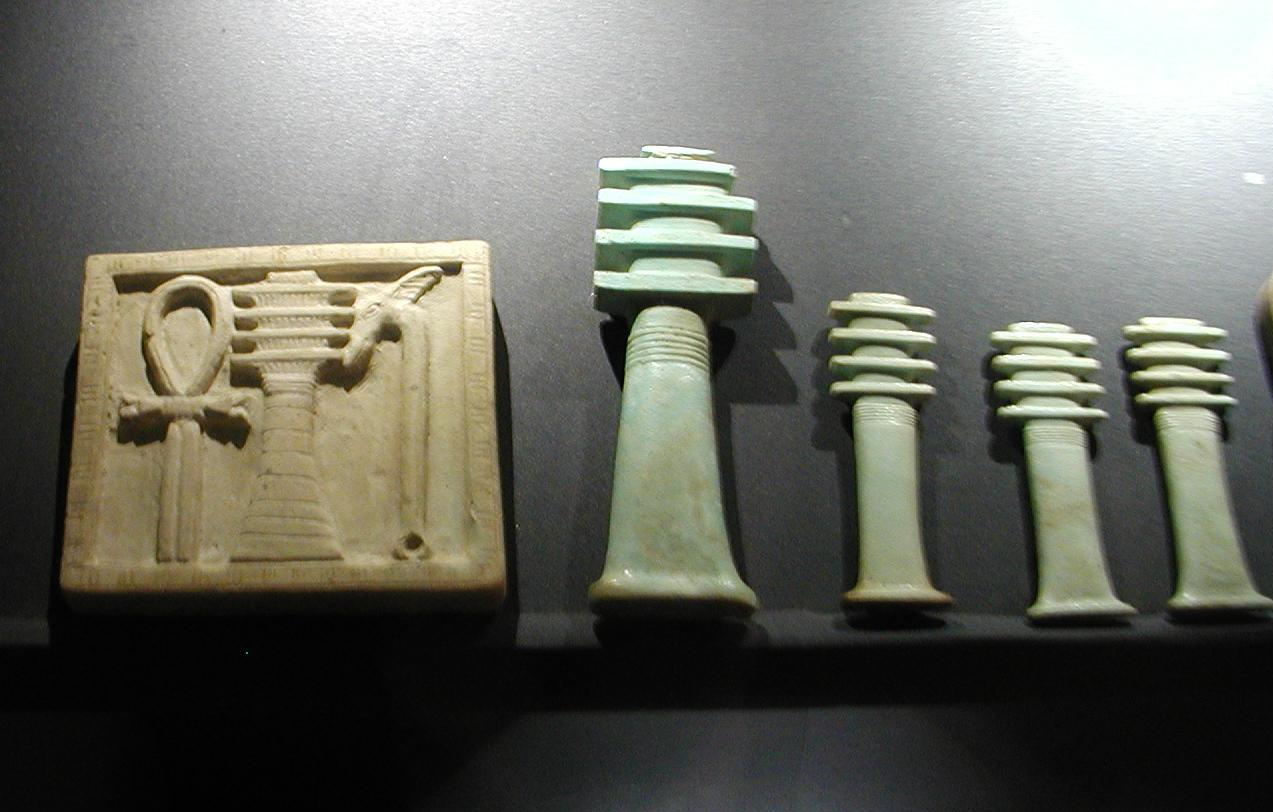
Джеды в экспозиции Национального музея в Александрии

Джед — доисторический фетиш, предмет древнеегипетского культа. Представляет собой столб или колонну с несколько расширенным основанием и четырьмя поперечными досками на верхнем конце, расположенными ярусами. Столб-джед знаменует собой сноп зерновых нового урожая и начало новой жизни, является символом плодородия, связан с божеством Птахом, а также символизирует позвоночник Осириса.

## Происхождение и развитие

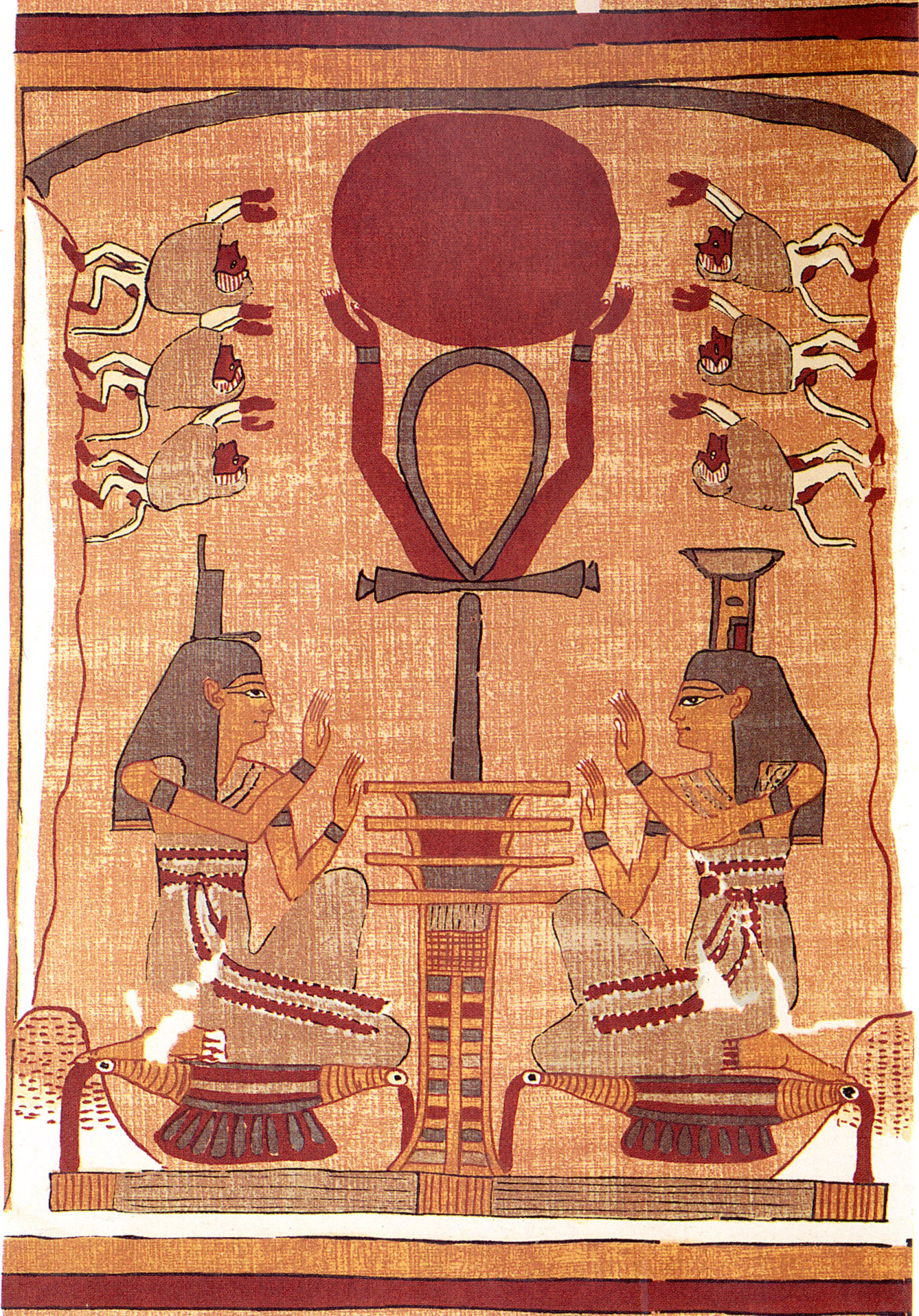
Исида и Нефтида перед символом Осириса — столбом джед; над ним эмблема вечной жизни — «анх», поддерживающая восходящее солнце. Рисунок из «Книги мёртвых» Ани. Ок. 1450 до н. э. Лондон, Британский музей

В додинастические времена (конец V тыс. — ок. 3100 до н. э.) джед был деревянным шестом с укреплёнными на нём снопами пшеницы — символом урожая. Столб играл роль в сельских религиозных обрядах плодородия — как знак власти, в котором должна была сохраняться сила зерна. К такому столбу постепенно привязывали злаковые колосья. На рисунках, изображающих джед, выделена одна деталь — характерный поясок, который указывает на перевязь снопа. Перевязка снопов делалась обычно красочными лентами, что придавало снопу более праздничный вид. Поскольку ко времени сбора нового урожая запасы прошлогоднего зерна, как правило, кончались, то украшенный первый сноп символизировал начало новой жизни. В Древнем царстве (ок. 2707—2150 до н. э.) в городе Мемфисе имелся особый жрец «джеда, достойного уважения», даже столичный Бог-Творец Мемфиса Пта назывался «джедом, достойным уважения» или «Великим джедом».
С началом Нового царства (ок. 1550—1069 до н. э.) через отождествление божества Пта с богом Сокарисом — богом плодородия и покровителем мертвых, а Сокариса с Осирисом — богом возрождения и царем загробного мира, джед становится символом Осириса. По мере того как культ Осириса начал преобладать, этот символ стал олицетворять позвоночник Осириса. Согласно мифу об Осирисе и Исиде, позвоночник Осириса после его расчленения был вертикально установлен. Также известна комбинация джеда и анха. Таким образом, происходит соединение символа воскрешения с символом вечной жизни — анхом.

## Использование в ритуале

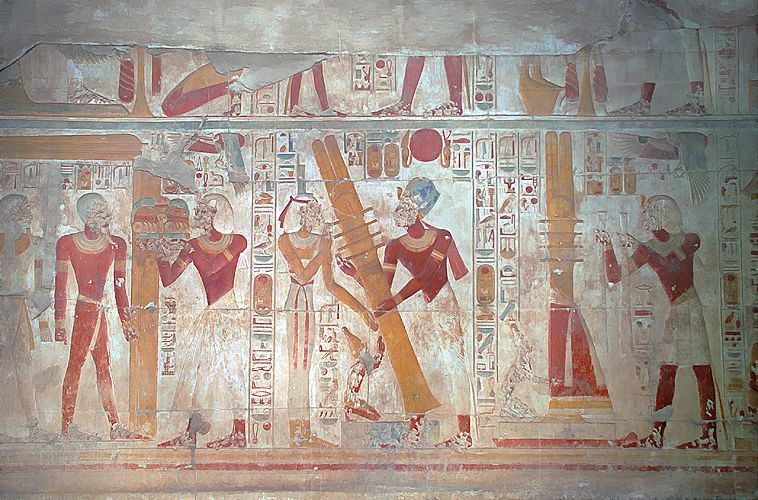
Сцена на западной стене в зале Осириса в Абидосе показывает подъём столба-джеда

«Установление колонны Джед» было кульминационным пунктом ритуалов, связанных с восшествием на престол нового монарха, сменяющего умершего. В Древнем царстве в городе Мемфисе возник ритуал «установки джеда», которую совершал сам царь при помощи жрецов. Символическое действие указывало на ожидаемую продолжительность царствования, процедура могла означать восстановление стабильности правления и порядка. В конце зимы — начале весны в Древнем Египте проводили обряд, во время которого воссоздавались эпизоды мифов об Осирисе. Водружение столба «джеда», посвящённого Осирису, символизировало воскрешение Осириса в знак победы над Сетом, который «положил столб на бок». Смысл этой мифологемы связан с созвездием Орион (отождествляемым с Осирисом), которое египтяне именовали Сах (Sach) и которое считали «царём звёзд». Когда созвездие Орион «заваливается на бок» и исчезает за западным горизонтом, на востоке в этот час восходит созвездие Скорпиона, олицетворяющее Сета, убийцу Осириса. Таким образом, смерть Осириса символически происходит каждые двенадцать часов, пока Осирис-Орион не взойдёт в Ахет, в восточной части небес, и не встанет вертикально.

## Использование в качестве амулетов

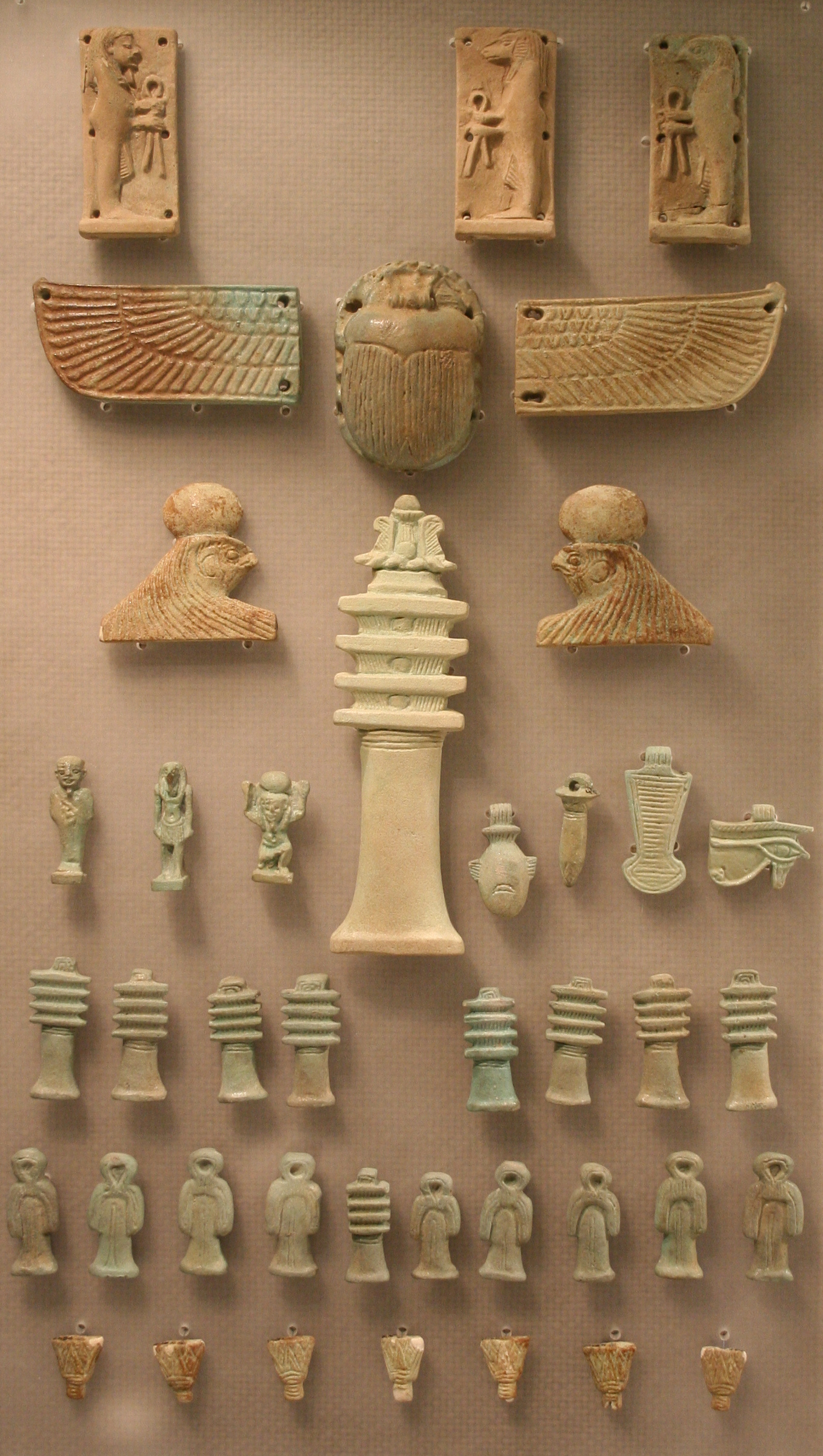
Джеды-амулеты. Египетский музей в Лейпциге, Германия

Из-за включения столба джед в символику потустороннего мира он становится украшением умерших. На днищах гробов из Нового царства на месте, где помещается позвоночник умершего, часто изображался джед как символ отождествления мёртвого с Осирисом. Также этот символ играл роль оберега в путешествии человека по загробному миру. Пластические изображения столба джед использовались в качестве талисманов и укладывались с усопшими для защиты их от потусторонних опасностей.

## Использование в иероглифе
Иероглиф «джед» представляет собой столб и является олицетворением стабильности и устойчивости. Часто джед означал самого бога Осириса, иногда между перекладинами изображали глаза или джед изображали с атрибутами власти. Иероглиф «джед» также был связан с иероглифами уас (власть) и анх (жизнь).
Существует мнение, что от иероглифа, обозначавшего джед, была образована финикийская буква «самех» — прообраз греческой «кси».